# کریستی کرشی
کریستی کرشی (انگلیسی: Kristi Kirshe؛ زادهٔ ۱۴ اکتبر ۱۹۹۴) بازیکن زن راگبی ۷ نفره اهل ایالات متحده آمریکا است.
وی در مسابقات کشوری و بین‌المللی در مجموع برندهٔ ۱ مدال برنز شده است.